# Badens

Badens este o comună în departamentul Aude din sudul Franței. În 1 ianuarie 2022 avea o populație de 729 de locuitori.